# Aurelio Spoto
Aurelio Spoto (Santo Stefano Quisquina, 4 gennaio 1900 – Napoli, 20 gennaio 1976) è stato un partigiano e medico italiano.

## Biografia
Nato in provincia di Agrigento, si iscrive da studente al Partito Socialista Italiano, nel periodo delle lotte anti-latifondiste e dell'assassinio del sindacalista Lorenzo Panepinto. Si laurea in medicina nel 1924, ma la sua attività a Napoli è ostacolata dal suo antifascismo dichiarato. Si iscrive nel 1921 al Partito Comunista Italiano nato dopo la scissione di Livorno.
Durante la seconda guerra mondiale è ufficiale medico in Albania e in Montenegro. Tornato in Italia, interviene come partigiano nel corso delle quattro giornate di Napoli contro l'occupante nazista, dirigendo i partigiani di Capodimonte: il 28 settembre del 1943 comanda l'attacco alla pattuglia tedesca che doveva far saltare l'acquedotto minato a Capodimonte. 

Nel dopoguerra è anche presidente dell'ANPI (Associazione Nazionale Partigiani) nella provincia di Napoli.

## Riconoscimenti
- Nomina a commendatore da parte del Presidente della Repubblica Giuseppe Saragat[3].